# Deltocyathus parvulus
Deltocyathus parvulus är en korallart som beskrevs av Keller 1982. Deltocyathus parvulus ingår i släktet Deltocyathus och familjen Caryophylliidae. Inga underarter finns listade i Catalogue of Life.